# Getter Jaani

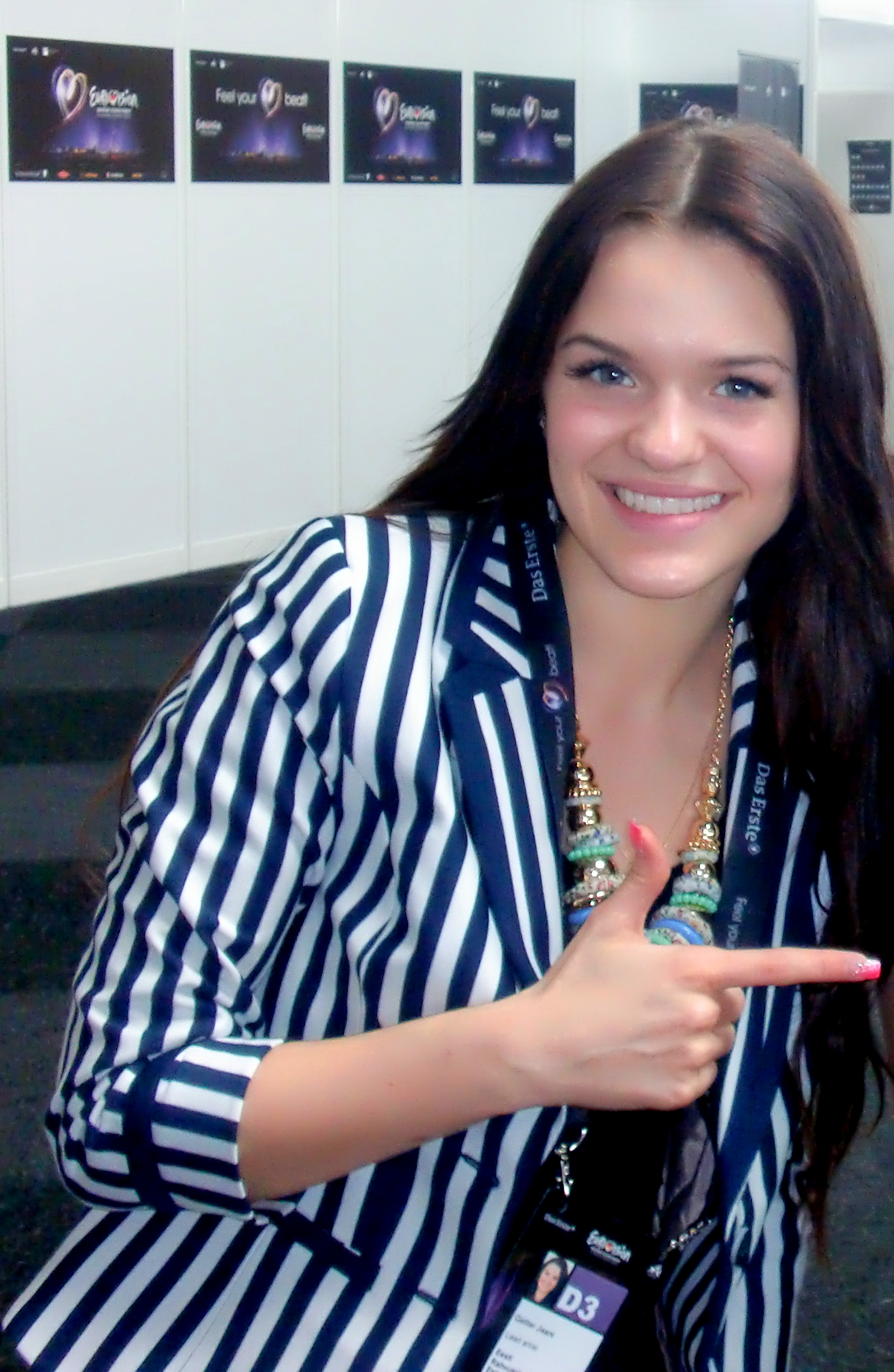
Getter Jaani (2011).

Getter Jaani, née le 3 février 1993 à Tallinn, est une chanteuse et une actrice estonienne.
Le 9 juin 2012 elle sort son premier clip, celui de NYC Taxi.

## Prestations lors deEesti otsib superstaari
| semaine      | Titre                                  | Artiste                 | Résultat     |              |
| Demi-finales | Demi-finales                           | Demi-finales            | Demi-finales | Demi-finales |
| ------------ | -------------------------------------- | ----------------------- | ------------ | ------------ |
| 1            | "Ma tõde tean"                         | Nele-Liis Vaiksoo       | Safe         |              |
| 2            | "Cruella de Vil"                       | Bill Lee                | Safe         |              |
| Finales      |                                        |                         |              |              |
| 1            | "Iseendale"                            | Eda-Ines Etti           | Bottom two   |              |
| 2            | "Laul Põhjamaast"                      | Ülo Vinter              | Safe         |              |
| 3            | "See maailm uus" ("A Whole New World") | Brad Kane & Lea Salonga | Safe         |              |
| 4            | "I'm a Believer"                       | The Monkees             | Safe         |              |
| 5            | "The Climb"                            | Miley Cyrus             | Bottom two   |              |
| 6            | "Stop it (I Like It)"                  | Rick Guard              | Safe         |              |
| 6            | "Ice Cream Freeze (Let's Chill)"       | Miley Cyrus             | Safe         |              |
| 7            | "Taas punab pihlakaid"                 | Ivo Linna               | Eliminated   |              |
| 7            | "Happy"                                | Leona Lewis             | Eliminated   |              |

## Participation au Concours Eurovision de la chanson

### Prestations lors de l'Eurovision 2011
Getter Jaani représente son pays au Concours Eurovision de la chanson 2011 avec la chanson Rockefeller Street. Elle est accompagnée par Marilin Kongo et Anna Põldvee, ainsi que par trois danseurs : Ahti Kiili, Ahto Paasik et Eghert-Sören Nõmm. L'auteur-compositeur Sven Lohmus a écrit et composé, spécifiquement pour cette édition du concours de l'Eurovision, la chanson Rockefeller Street. Il avait déjà écrit deux chansons pour les artistes estoniens participant à l'Eurovision : Suntribe, en 2005, et Urban Symphony, en 2009.
Le 12 mai 2011, en demi-finale, Getter Jaani accroche la neuvième place avec 60 points. Elle est alors qualifiée pour la finale le 14 mai 2011 à Düsseldorf, en Allemagne. Elle y obtient 44 points et termine en 24e position.

### Eurovision 2012
Elle annonce les points pour l'Estonie.

## Après l'Eurovision
En 2011, elle sort son second album éponyme de sa chanson pour l'Estonie au Concours Eurovision de la chanson 2011, Rockefeller Street. Elle sort aussi un deuxième extrait de cet album Valged Ööd, où Koit Toome chante en featuring. Ce single est propulsé numéro 1 des charts estonien. Elle sort ensuite la chanson Me kõik jääme vanaks qui connaîtra elle aussi un succès, mais moindre.
Fin 2011, elle décide, avec Moonwalk studio de sortir son troisième album qui est un recueil de chansons de Noël. La première est Talveöö, où elle chante en trio avec Koit Toome et Karl Madis.

## Discographie

### Albums
- Parim Päev EP (Moonwalk, 2010)
- Rockefeller Street (Moonwalk, 2011)
- Jõuluvalgus(Moonwalk, 2011)
- DNA (2014)

### Singles
| Année | chanson                                     | position dans les charts | Album                    |
| Année | chanson                                     | EST                      | Album                    |
| ----- | ------------------------------------------- | ------------------------ | ------------------------ |
| 2010  | "Vaid Suve" (Feat. Chapter One)             | —                        |                          |
| 2010  | "Parim päev"                                | —                        | Parim Päev EP            |
| 2010  | "Grammofon"                                 | —                        | Parim Päev EP            |
| 2011  | "Rockefeller Street"                        | 3                        | Rockefeller Street       |
| 2011  | "Valged Ööd" (feat. Koit Toome)             | 1                        | Rockefeller Street       |
| 2011  | "Me kõik jääme vanaks"                      | 3                        | Rockefeller Street       |
| 2011  | "Talveöö" (feat. Koit Toome and Karl Madis) | —                        | Jõuluvalgus              |
| 2012  | "NYC Taxi"                                  | 30                       |                          |
| 2012  | "Jõuluvalgus"                               | —                        | Jõuluvalgus              |
| 2013  | "Kes on süüdi"                              | —                        | Eesti Laul 2013 (blague) |
| 2013  | "Meelelahutajad" (feat. Maia Vahtramäe)     | 6                        |                          |
| 2014  | "Rannamaja" (feat. Koit Toome)              | 1                        |                          |
| 2014  | "Isa Jälgedes" (feat. Risto Vürst)          | —                        |                          |